# Claudio Raneri

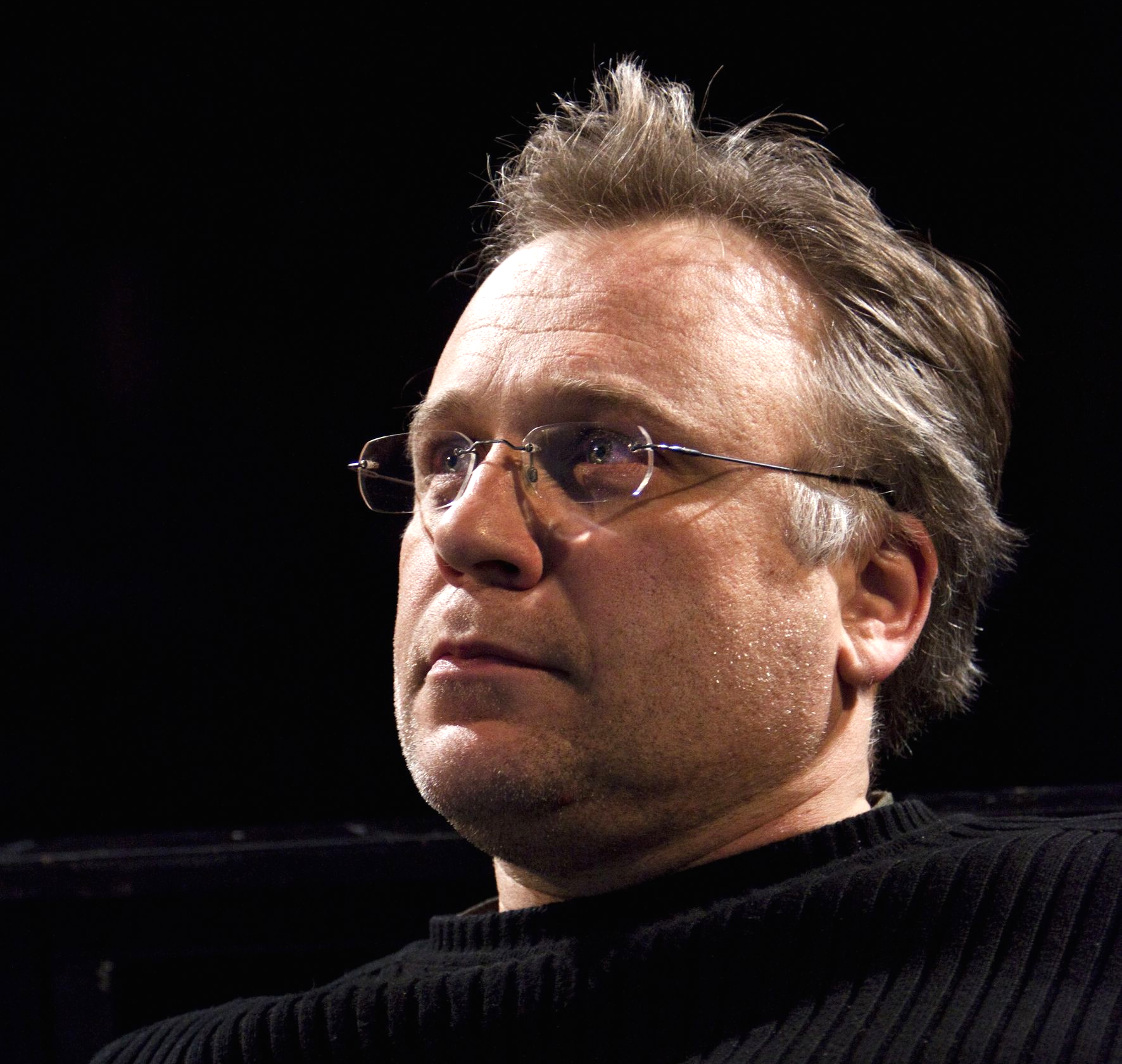
Claudio Raneri, 2010

Claudio Raneri (* 12. September 1967 in Gelsenkirchen) ist ein deutsch-italienischer Opernregisseur, Theaterwissenschaftler und Coach.

## Leben
Erste Einweisungen in die Instrumentallehre und Musikgeschichte erhielt Raneri von der Violinistin und Musikpädagogin Marianne Pielsticker. Durch seine Vorträge in Kulturgeschichte, Literatur und Oper während der Gymnasialzeit und seine Begeisterung für die Dramaturgie und Regie wurde schließlich das MiR (Musiktheater im Revier) auf ihn aufmerksam. Nach Abschluss seines Abiturs an der Märkischen Schule Wattenscheid in Bochum begann er dort 1987 ein Regiepraktikum bei Herbert Wernicke und eine einjährige Dramaturgiemitarbeit.
Von 1989 bis 1995 studierte er Germanistik und Theaterwissenschaften an der Freien Universität Berlin. Schon währenddessen wurde er Regieassistent an der Komischen Oper Berlin unter Harry Kupfer und Christine Mielitz.
1994 bis 1998 übernahm er die Produktionsleitung der beiden Musicals Elisabeth und Anatevka bei den Vereinigten Bühnen Wien. Darauf folgten Produktionen für die Scottish Opera und die Universität Glasgow. 2001 bis 2007 war er Regieassistent und „Direttore di Ripresa“ in zahlreichen Opernproduktionen von Pesaro bis Tokio.
Im September und Oktober 2001 leitete er die Produktion Il trovatore von Giuseppe Verdi im Palacio de Festivales von Santander.
2007 erarbeitete er für das Teatro dell’Opera di Roma Alban Bergs Wozzeck. Sein Debüt als Regisseur folgte 2010 mit Rossinis Otello in Lausanne. Während dieser Periode kam es immer wieder zur Zusammenarbeit mit Lichtdesigner Wolfgang von Zoubek.
Im Herbst 2010 betreute er als Regisseur die szenischen Auftritte des Teams Noëmi Nadelmann beim SRF-Wettbewerb Kampf der Chöre. Gemeinsam belegte man Platz 3.
| Personendaten    | Personendaten                                                 |
| ---------------- | ------------------------------------------------------------- |
| NAME             | Raneri, Claudio                                               |
| KURZBESCHREIBUNG | deutscher Opernregisseur, Theaterwissenschaftler und Pädagoge |
| GEBURTSDATUM     | 12. September 1967                                            |
| GEBURTSORT       | Gelsenkirchen                                                 |